# Суперкубок України з футболу 2013
Суперкубок України з футболу 2013 — 10-й розіграш Суперкубка України. У матчі, що проходив на одеському стадіоні «Чорноморець», зустрілися чемпіон України — донецький «Шахтар», і фіналіст Кубка України — одеський «Чорноморець». «Шахтар» переміг із рахунком 3:1, вп'яте вигравши суперкубок.

## Деталі
| 10 липня 2013 21:00 EEST +27°C |

| «Чорноморець» | 1:3      | «Шахтар»                        |
| ------------- | -------- | ------------------------------- |
| Антонов 45+1' | Протокол | 17', 33' Фред 68' (пен.) Тайсон |

| «Чорноморець», Одеса Глядачів: 32 400 Арбітр: Сергій Бойко (Київ) |

| «Чорноморець» · Одеса | «Шахтар» Донецьк |

| Чорноморець:    |    |                       |       |
|                 |    |                       |       |
| В               | 12 | Дмитро Безотосний (к) |       |
| ЗХ              | 4  | Маркус Бергер         |       |
| ЗХ              | 29 | Пабло Фонтанелло      |       |
| ЗХ              | 77 | Павло Кутас           |       |
| ЗХ              | 32 | Крісті Вангєлі        | 69'   |
| ПЗ              | 8  | Кирило Ковальчук      |       |
| ПЗ              | 10 | Олексій Гай           |       |
| ПЗ              | 23 | Джа Джедже            | 87'   |
| ПЗ              | 99 | Сіто Рієра            | 46'   |
| ПЗ              | 19 | Еліс Бакай            |       |
| НП              | 69 | Олексій Антонов       | 45+1' |
| Запасні:        |    |                       |       |
| В               | 1  | Євген Паст            |       |
| ЗХ              | 2  | Петро Ковальчук       |       |
| ЗХ              | 25 | Євген Мартиненко      |       |
| ЗХ              | 33 | Андрій Слінкін        | 87'   |
| ПЗ              | 11 | Іван Бобко            | 69'   |
| НП              | 9  | Анатолій Діденко      |       |
| НП              | 18 | Сергій Самодін        | 46'   |
| Тренер:         |    |                       |       |
| Роман Григорчук |    |                       |       |

| Шахтар:       |    |                     |            |
|               |    |                     |            |
| В             | 32 | Антон Каніболоцький |            |
| ЗХ            | 33 | Дарійо Срна (к)     |            |
| ЗХ            | 5  | Олександр Кучер     | 82'        |
| ЗХ            | 44 | Ярослав Ракицький   |            |
| ЗХ            | 13 | В'ячеслав Шевчук    |            |
| ПЗ            | 3  | Томаш Гюбшман       | 78'        |
| ПЗ            | 29 | Алекс Тейшейра      | 73'        |
| ПЗ            | 20 | Дуглас Коста        |            |
| ПЗ            | 8  | Фред                | 17', 33'   |
| НП            | 28 | Тайсон              | 35' (пен.) |
| НП            | 9  | Луїс Адріану        |            |
| Запасні:      |    |                     |            |
| В             | 30 | Андрій Пятов        |            |
| ЗХ            | 31 | Ісмаїлі             |            |
| ЗХ            | 14 | Василь Кобін        |            |
| ЗХ            | 27 | Дмитро Чигринський  | 82'        |
| ПЗ            | 6  | Тарас Степаненко    | 78'        |
| ПЗ            | 24 | Дмитро Гречишкін    | 73'        |
| НП            | 99 | Майкон              |            |
| Тренер:       |    |                     |            |
| Мірча Луческу |    |                     |            |

| АРБІТРИ - головний арбітр: Сергій Бойко (Київ) - Асистенти: - Сергій Беккер - Володимир Володін - Четвертий: Юрій Можаровський - Інспектор ФФУ: Василь Мельничук | ПРАВИЛА МАТЧУ - 90 хвилин основного часу. - Пенальті, якщо після основного часу рахунок рівний. - Сім гравців на заміні. - Максимум 3 заміни у матчі. - Одночасно на полі не більше 7 легіонерів у кожній команді. |

| Володар Суперкубка України 2013 |
| ------------------------------- |
|                                 |
| «Шахтар» (Донецьк) П'ятий титул |